# Верховский, Иван Тимофеевич
Иван Тимофеевич Верховский (1818 — 17 января 1891) — русский религиозный публицист и богослов, бывший единоверческий священник Русской православной церкви, сын единоверческого протоиерея Тимофея Верховского и брат врача Александра Верховского.

## Биография
В 1832—1834 годы учился в Саратовском духовном училище, затем в Пермской духовной семинарии, после чего был рукоположён в священники и назначен настоятелем единоверческого Никольского храма на Захарьевской ул. в Санкт-Петербурге (т. н. Миловской церкви, ныне снесённой, — не путать с Никольской церковью на нынешней ул. Марата).
Углубленно занимался историей старообрядчества, выступал в церковной и светской печати как публицист. В 1859 году безуспешно призывал вернуть в свой храм отобранный оттуда и переданный в Исаакиевский собор образ Тихвинской Богородицы.
Выступал за учреждение единоверческого епископата. Обратился к собору архиереев, возглавляющих южнорусские епархии, с посланием в защиту старообрядцев («Послание, поднесенное высокопреосвященному Платону, митр. киевскому и галицкому, председателю собора российских архипастырей, в Киеве, в сентябре 1884 г.», — Сочинения, т. 1). В послании, в частности, говорилось, что «целый ряд императорских правительств… не щадят истязаний, только бы отучить свой народ от двуперстия и только добиться того, чтобы он не называл Господа Истинным». Киевский собор он призывал к тому, чтобы все епископы «прямодушно и безвозвратно отреклись от обрядонасилия и остальных эллино-афонских и киево-латинских преданий», чтобы была резко увеличена численность епископата: по его мысли, свои архиереи должны быть во всех городах, включая уездные, и даже в крупных селах — к подобному в 1920-х годы призывал епископ Андрей (Ухтомский). Из-за содержавшейся в послании критики обычаев современной восточной церкви (в том числе поливательного крещения и троеперстия) это обращение вызвало гнев обер-прокурора К. П. Победоносцева, который решил отправить о. Иоанна на Соловки или в Суздаль.
В начале 1885 года о. Иоанн был вынужден бежать в Москву, укрывшись у старообрядческого епископ Саватия в моленной на Апухтинке, затем вместе с Онисимом Швецовым (будущим епископом Арсением) тайно перебрался в Белую Криницу и по благословению митр. Афанасия поселился в старообрядческом Никольском монастыре, где ему было разрешено присутствовать на старообрядческих службах, стоя на клиросе. Также Верховский помогал Онисиму Швецову составлять и печатать сочинения в защиту старообрядчества.
В 1886 году он напечатал в Лейпциге и в Черновцах свои сочинения, в двух томах. В первом томе напечатано послание Собору архипастырей в Киеве 1884 году и статья о посолонном и противосолонном кругохождениях, прежде вышедшая в «Церковно-общественном Вестнике». Во второй том вошли вышеназванный «Свод практических истин» и «Голос православного против папизма на Западе и на Востоке» — статья, написанная по поводу письма иезуита Гагарина, которое было опубликовано в 1878 году в «Церковно-общественном вестнике».
Определением Святейшего Синода от 19 июля 1885 года лишён священного сана и исключён из списка церковного клира. Официально к Белокриницкой иерархии не присоединялся, считая своё положение более удобным с точки зрения объективности критики официального единоверия и Синодальной Церкви вообще. Основные работы этого рода собраны в трёхтомном издании «Сочинения И. Т. Верховского» (Лейпциг-Черновцы, 1886—1888). Им была также издана книга «Вселенский идеал Христовой Церкви» (Лейпциг, 1888).
Большую часть последних лет он прожил в Лейпциге, служа для приезжавших к нему из России духовных чад. Когда Верховский тяжело заболел, то по хлопотам его дочери ему разрешили вернуться в Россию. Вскоре после возвращения он умер. Похоронен как мирянин на единоверческом Охтинском кладбище в Петербурге.